# 森特瓦利 (阿肯色州)
森特瓦利（英語：Center Valley）是位於美國阿肯色州波普縣的一個非建制地區。該地的面積和人口皆未知。

## 地理
森特瓦利的座標為35°19′48″N 93°05′05″W / 35.33000°N 93.08472°W，而該地的平均海拔高度為141米（即463英尺）。